# Divisòria Congo-Nil (Ruanda-Burundi)

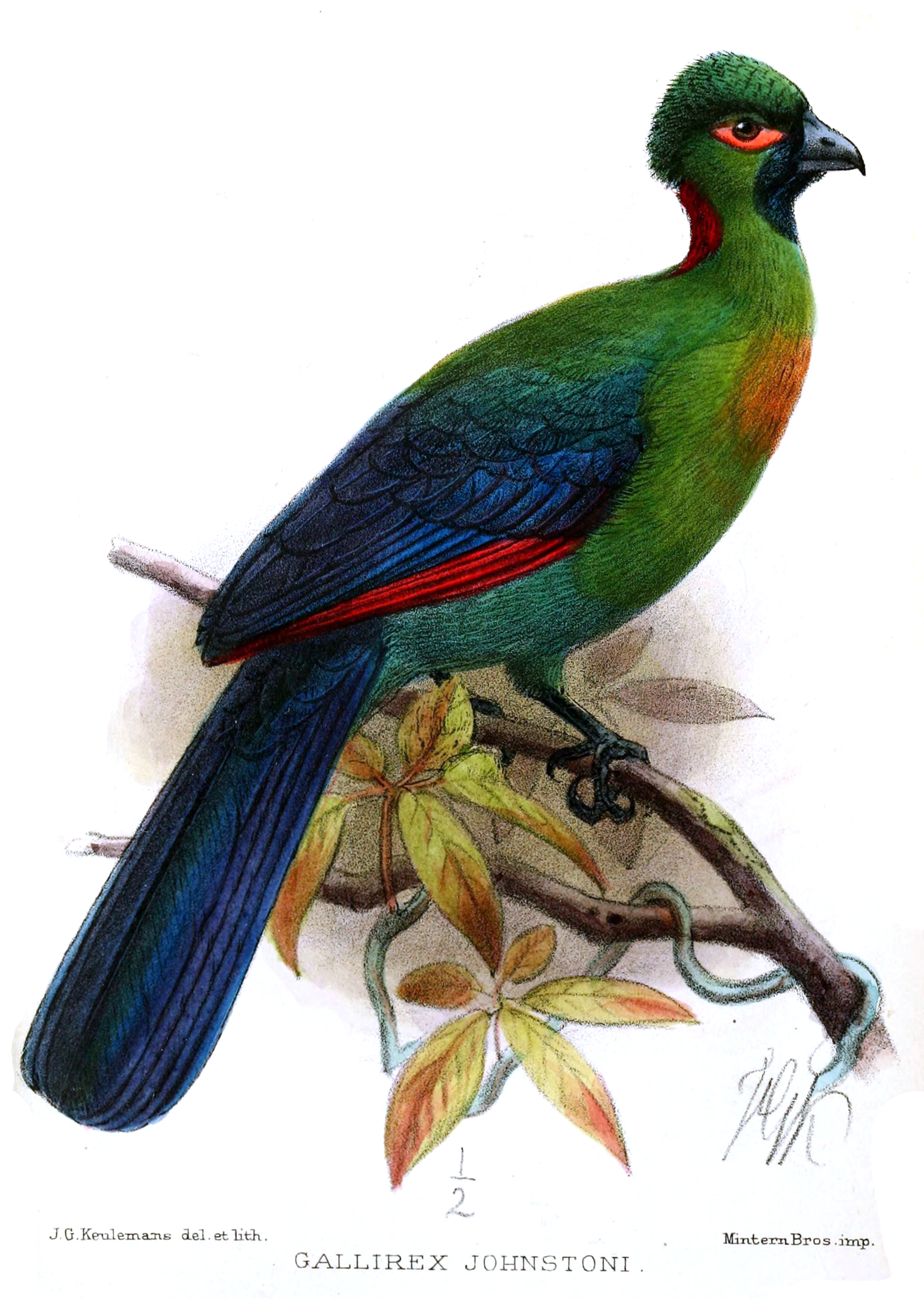
Turac del Rwenzori

La regió Divisòria Congo-Nil de Ruanda i Burundi és una regió muntanyenca a la part sud de la Divisòria Congo-Nil, a l'est de la falla Albertina.
La regió inclou els parcs nacionals de Nyungwe i Kibira. Els bugoyis viuen a la regió.

## Geografia
La regió de la divisòria és muntanyosa, amb alguns cims a la part alta d'uns 3.000 metres. El llac Kivu es troba a l'oest de les muntanyes. L'est de la divisòria vessa cap a l'altiplà central de Ruanda, amb elevacions de 1.500-1.800 metres.
La sendera de la Divisòria Congo-Nil corre a través de l'àrea, acabant a la carretera Butare-Cyangugu a uns 7 km a l'oest d'Uwinka. La sendera de la Divisòria Congo-Nil té 42,2 kilòmetres de llarg. Creada en 2007, corre al llarg d'una carena que forma part de la divisió.

## Flora i fauna

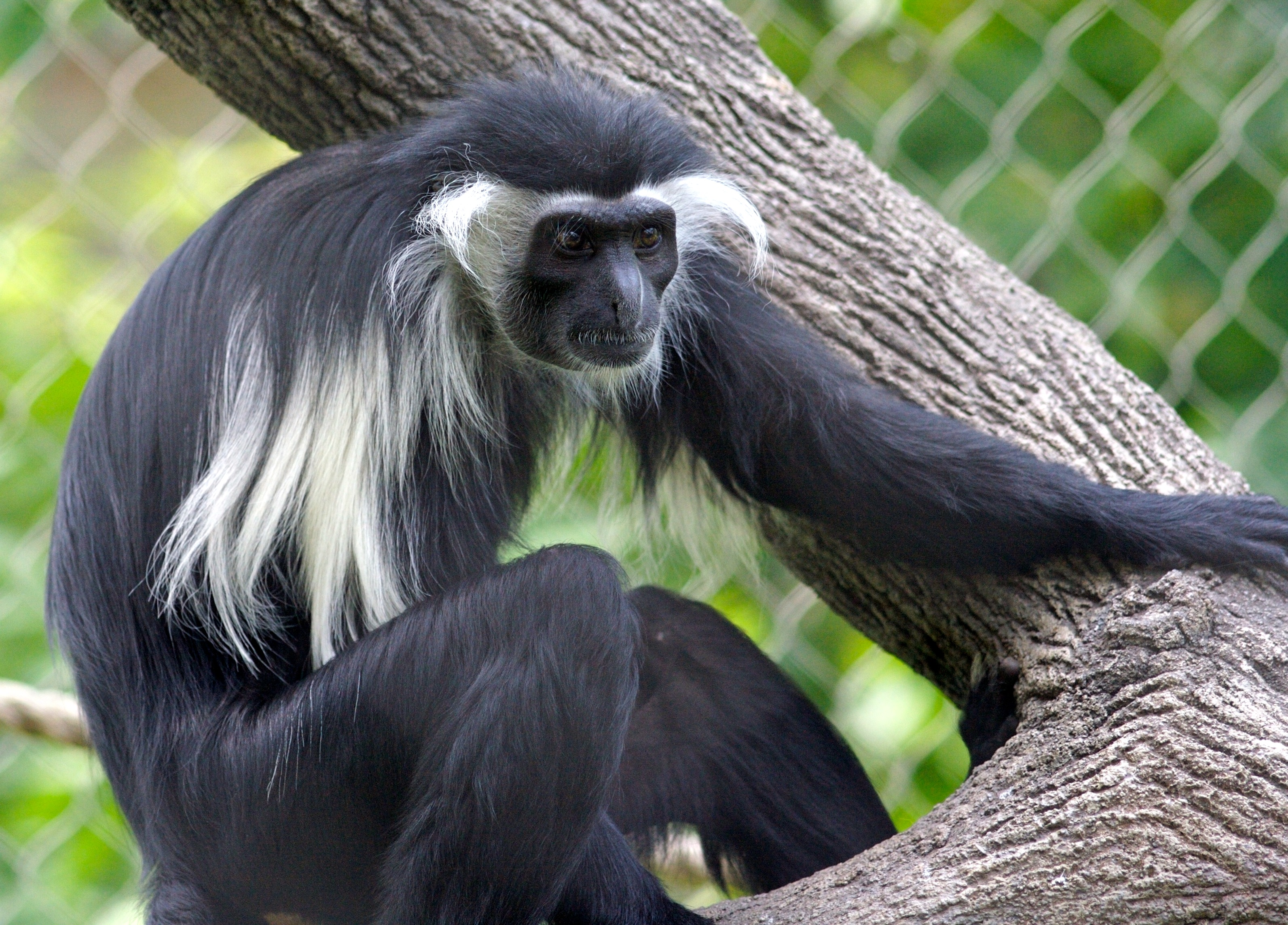
Còlob d'Angola

Hi ha camps de falgueres, pantans i camps oberts, i boscos primaris, secundaris i de bambú. La flora inclou arbusts d'ericàcies i flora silvestre. S'ha registrat un total de 1.344 espècies de plantes, incloses 187 espècies endèmiques i 18 espècies en la categoria d'amenaçades (CR, EN, i VU sota la llista vermella de la UICN (2010)).
S'ha informat de 123 espècies de mamífers a la regió, dels quals 19 són endèmiques i 14 són amenaçades. Hi ha hagut una gran pèrdua d'espècies animals mitjançant la caça furtiva i la caça per obtenir carn. El búfal i els elefants s'han extirpat a la zona. També s'ha informat de ximpanzés, cercopitec de L'Hoest, cercopitec de cara de mussol i més de 400 còlob d'Angola.
També s'informa que els rèptils consisteixen en 43 espècies, incloses 11 espècies endèmiques. La divisió també és una zona rica en aus amb 367 espècies, 29 d'elles endèmiques, i amb set espècies en la categoria amenaçada; algunes de les espècies de la nota són el turac del Rwenzori, Kupeornis rufocinctus i Geokichla tanganjicae.